# Anwar Raslan
Anwar Raslan (ou Anouar Raslan, en arabe : أنور رسلان) est un ancien officier de renseignement syrien en poste jusqu'en 2012, puis réfugié politique en Allemagne depuis 2014, né le 3 février 1963, originaire de la ville de Houla, dans le gouvernorat de Homs. Le 13 février 2019, le procureur allemand émet un mandat d'arrêt contre lui, pour des soupçons de crimes contre l'humanité, de même qu'Eyad al-Gharib. Leur procès est le premier procès au monde concernant des violations attribuées au régime de Bachar el-Assad. Il est accusé d'avoir dirigé la torture pendant son mandat à la tête de la section des investigations de la branche 251, dite branche al-Khatib de la Direction générale de la sécurité, entraînant la mort d'au moins 58 détenus, entre avril 2011 et septembre 2012.
À la suite de son procès en 2020-2022, il est reconnu coupable de crime contre l'humanité et condamné à la prison perpétuité en Allemagne par la Haute cour régionale de Coblence.

## Biographie
Anwar Raslan naît en 1963 à Taldo dans le gouvernorat de Homs. Diplômé de la Faculté de droit, il travaille comme officier à Damas. Il est nommé officier du renseignement en 1995 et, en août 2008, devenu colonel, il devient chef du département des enquêtes de la branche 251, dite branche al-Khatib, (département de la Sécurité d'État, Direction générale de la sécurité), responsable de la sécurité intérieure et d'une prison de Damas. En juillet 2012, Raslan est muté dans la branche 285 de la Sécurité d’État, ou branche des investigations. C'est dans cette division que sont notamment envoyés les détenus des autres branches jugés « importants », généralement des prisonniers politiques.  
En 2006, Raslan est responsable de l'arrestation de l'avocat et défenseur des droits humains syrien Anwar al-Bunni. Au total, il travaille pendant 18 ans pour les services secrets syriens.  
Selon Wael el-Khaldy, journaliste et militant syrien, la femme d'Anwar Raslan, originaire de la région de Homs, région « où l’armée a bombardé et massacré à l’aveugle », voulait que son mari déserte. Après plusieurs mois d'attente, elle décide de fuir avec ses enfants pour rejoindre la Ghouta orientale, aux mains de l'opposition et inaccessible au régime. Après avoir pris contact avec el-Khaldy, pour passer en Jordanie, elle a appelé son mari pour lui dire où elle se trouvait et lui demander de partir avec eux. Raslan décide alors de quitter le régime syrien, puis émigre en Jordanie où il serait devenu un porte-parole de l'opposition à l'étranger,,. Selon des opposants, il est au contraire suspecté d'avoir été envoyé à l'étranger pour y espionner l'opposition, d'autant que malgré sa promesse d'établir des listes de disparus passés par ses services pour pouvoir les communiquer aux familles, une fois arrivé à Amman, Raslan refuse de coopérer. 
Selon le journaliste allemand Christoph Reuter, qui l'a interviewé en Jordanie, Raslan aurait avant tout démissionné par orgueil professionnel  : responsable des investigations, il voulait enquêter sur un attentat ayant eu lieu à Damas en janvier 2012, mais cela lui avait été refusé, l'attentat étant en réalité une manœuvre des services secrets du régime visant à blâmer l'opposition. Le journaliste explique : « il répétait que ses compétences professionnelles avaient été ridiculisées. À la façon dont il en parlait, il donnait le sentiment d’être plus affecté par les fausses attaques terroristes que par le sort des hommes et des femmes morts sous la torture dans le service où il travaillait. ». Christoph Reuter ajoute cependant que Raslan semble ne plus supporter la torture massive de simples civils n'ayant rien à avouer : « Peu lui importait que des personnes soient torturées pour des informations, tant qu’il pensait que celles-ci avaient effectivement quelque chose à avouer. Mais en tuant des civils clairement innocents et en montant de toutes pièces une attaque terroriste, le régime avait, semble-t-il, franchi une ligne rouge à ses yeux ».
Anwar Raslan et sa famille arrivent en Allemagne à l'été 2014.

## Arrestation
En février 2016, Anwar Raslan pense être suivi par les services de sécurité syriens dans Berlin, il se rend donc à la police allemande pour demander de l'aide. Devant le scepticisme des autorités allemandes, il explique qu'il est lui-même un ancien membre des services de renseignement syriens, et son témoignage éveille le soupçon des autorités, qui ouvrent une enquête sur lui.  
L'arrestation d'Anwar Raslan et d'Eyad al-Gharib, le 12 février 2019 en Allemagne, est la première au monde concernant des crimes attribués au régime syrien. Elle résulte d' une enquête préliminaire ouverte conjointement par les justices française et allemande début 2018. Le même jour, un ancien militaire des renseignements syrien âgé de 30 ans est arrêté en France ; Abdulhamid C., son identité n'est pas révélée par les autorités.  
Selon la Fédération internationale des droits de l’homme, ces arrestations « ont été rendues possibles grâce au courage et à la mobilisation d’activistes syriens et de victimes syriennes. Depuis 2011, ils soumettent leur témoignage et leur travail de documentation des graves crimes commis par le régime devant les justices européennes ».   
En mars 2017, l’ECCHR (The European Center for Constitutional and Human Rights), avec sept Syriens ayant survécu à la torture et les juristes Anwar al-Bunni du Centre syrien pour les recherches et les études juridiques et Mazen Darwish du Centre syrien pour les médias et la liberté d’expression (SCM), adresse une plainte au procureur fédéral allemand contre six officiers de la branche militaire des services secrets syriens.    
Plusieurs réfugiés syriens, rescapés de la torture, se constituent partie civile, avec l'aide d'association de défense des droits de l'homme. Parmi eux, le défenseur des droits de l'homme, Anwar al-Bunni, qui reconnaît par hasard à Berlin Anwar Raslan qui « fut son tortionnaire pendant cinq ans, entre 2006 et 2011 »,. Deux journalistes syriens, Amer Matar et Hussein Ghrer, ainsi que Wassim Mukdad, Abeer Farhood, ancienne détenue torturée, et une douzaine de témoins figurent parmi les plaignants,.

## Procès
Les premières audiences pour ce premier procès pour crimes contre l'humanité commencent le 23 avril 2020 à Coblence, en Allemagne. Anwar Raslan est inculpé de 58 chefs d'accusation, dont des crimes contre l'humanité, actes de torture et viol. Raslan, lorsqu'il était officier supérieur des services de renseignement syriens dans la branche 251, ou branche al-Khatib à Damas, est accusé d'avoir dirigé la torture sur plus de 4 000 détenus d’avril 2011 à septembre 2012 (coups de poing, bâton, câble et fouet, électrochocs, douche d'eau glacée, privation de nourriture, privation de sommeil pendant plusieurs jours, sévices sexuels), dont au moins 58 sont morts sous la torture. Il est également inculpé de deux cas de violences sexuelles et de viol, selon la liste des charges retenues contre lui,,. Eyad al-Gharib est accusé de complicité pour au moins trente cas de torture. Le 24 janvier 2021, il est reconnu coupable et condamné à quatre ans et demi d'emprisonnement
Pour le procès, la CIJA (Commission for International Justice and Accountability) prépare un dossier de documents exfiltrés de Syrie, incluant un document officiel (compte-rendu officiel d'interrogatoire) portant la signature de l'accusé,.  
Raslan, comme chaque membre du régime interrogé sur le sujet, nie toute responsabilité dans ce qui lui est reproché, il affirme même qu'aucun détenu ne serait décédé pendant qu'il dirigeait la branche des investigations, de même que Bachar el-Assad lui-même nie l'existence de toute politique de torture en Syrie.  

### Réactions
- Le 29 avril 2020 Reporters sans frontières publie une déclaration qui se félicite de la poursuite d'Anwar Raslan « Ce procès est un grand pas pour mettre fin à l’impunité insupportable des crimes contre les journalistes commis par les renseignements syriens. Mais il ne faut pas oublier que les deux journalistes qui portent plainte aujourd’hui sont parmi les rares rescapés, et que des centaines d’autres ont totalement disparu depuis leur arrestation »[23].

### Verdict
Le 13 janvier 2022, Anwar Raslan est reconnu coupable de crime contre l'humanité et condamné à la prison perpétuité en Allemagne par la Haute cour régionale de Coblence, ainsi qu'à l'indemnisation des frais de justice pour toutes les victimes et personnes concernées,.